# Kochanówka (województwo podkarpackie)
Kochanówka – wieś położona w Polsce, w województwie podkarpackim, w powiecie dębickim, w gminie Dębica, stanowiąca odrębne sołectwo.
| SIMC    | Nazwa    | Rodzaj     |
| ------- | -------- | ---------- |
| 0818410 | Dąbrówki | przysiółek |

W latach 1975–1998 miejscowość administracyjnie należała do województwa tarnowskiego.

## Historia
Od swojego powstania (około XVI wieku) do stycznia 2014 roku Kochanówka była przysiółkiem Paszczyny, mimo, dość dużej odległości od niej (4 km) i dzieliła wraz z nią losy ziemi dębickiej. Leopold Regner, w swojej książce Ścieżki i drożyny Paszczyny informuje, powołując się na badania dr Jerzego Fiericha, że "w Paszczynie ludzi, którzy nie chcieli odrabiać pańszczyzny wysyłano na osobny przysiółek do Kochanówki. Mieszkańcy Kochanówki zyskiwali sobie sympatię, zwłaszcza, że dbali o oświatę i zabiegali o szkołę".